# Elvis – That's the Way It Is
Elvis – That's the Way It Is är en amerikansk dokumentärfilm från 1970 med Elvis Presley i huvudrollen. Filmen regisserades av Denis Sanders.

## Innehåll
I denna film, vilken är Elvis Presleys första dokumentärfilm, får tittaren följa Elvis under repetitionerna under tre dagar i juni i Hollywood, under repetitionerna i Las Vegas och under framträdandena i augusti under den så kallade Elvis Summer Festival som startade den 10 juni 1970. I denna film finns den berömda scenen då Elvis kliver ut i publiken och pussar kvinnorna. I den första utgåvan från 1970 görs intervjuer med människor som anordnat festivalen men i utgåvan från 2001 är de utbytta mot fler framträdanden.

## Premiärer
I USA hade filmen premiär 11 november 1970. Sverige kom att bli det fjärde landet i världen att visa filmen. Den svenska premiären hölls den 22 april 1971.